# Wythe megye
Wythe megye az Amerikai Egyesült Államokban, azon belül Virginia államban található. Megyeszékhelye és legnagyobb városa Wytheville. Lakosainak száma 28 290 fő (2020. április 1.). Wythe megye Smyth, Bland, Pulaski, Carroll és Grayson megyékkel határos.

## Népesség
A megye népességének változása:
| Lakosok száma | 29 253 | 29 234 | 29 323 | 29 344 | 29 119 | 28 290 |
|               | 2010   | 2011   | 2012   | 2013   | 2015   | 2020   |